# Inquisitor carmen
Inquisitor carmen là một loài ốc biển, là động vật thân mềm chân bụng sống ở biển thuộc họ Turridae.